# Бекдаш (мыс)
Бекдаш — мыс в Туркменистане, расположенный к северо-западу от мыса Дагджик.
Мыс Бекдаш составляет северо-западную границу одноимённой бухты. К юго-западу от мыса в море тянется каменистая гряда, длиной около 2 км. Мыс оканчивается скалистой возвышенностью. К юго-востоку от мыса расположен город Гарабогаз (до 2002 года назывался Бекдаш).